# 루이 라자르 오슈
루이 라자르 오슈(Louis Lazare Hoche, 1768년 6월 24일 ~ 1797년 9월 19일)은 프랑스 혁명기의 군인이다.

## 개요
1768년 몽트뢰유에서 군인 출신 마부와 재단사의 아들로 태어났다. 1784년 16세의 나이에 병사로 육군에 입대했다. 혁명이 일어날 때 이미 프랑스 근위대의 상병이 되어 있었다. 그는 혁명 이념과 국민의회를 열렬히 지지하였고 1789년 7월 14일, 바스티유 감옥 습격 때는 민중 측에 가담했다. 8월, 프랑스 근위대의 해체와 동시에 국민위병대에 하사로 입대했다.
1789년 10월 5일 베르사유 행진에 참여했다.
1792년 4월 프랑스 혁명 전쟁이 발발하자 종군 승진을 하였다. 북부 전선의 공방전, 네르빈덴 전투에 참가하여 1793년 3월 참모 중령으로 임명되었지만, 반혁명 혐의로 체포되었다. 그러나 증거불충분으로 무죄 판결을 받았고, 됭케르크 수비대에 전속하여 이곳에서 벌어진 됭케르크 공방전에서 큰 무공을 세워 준장으로 승진했다. 또한 공을 거듭하여 한달 후 장군으로 승진하여, 26세에는 군 사령관으로 임명되었다.
10월에 군대를 이끌고 프로이센 군과 전투를 벌였지만, 카이저스라우테른의 탈환에 실패했다. 전열을 정비하여 12월 오스트리아 연합군을 쳐 그들을 물리쳐 라인강 언덕을 확보했다. 94년 카르로 파면되지만, 이탈리아군 사령관으로 승진하였다.
그러나 생 쥐스트의 부하 장군의 고발로 니스에서 체포되어 파리로 이송되었다. 일주일 전 결혼한 16세의 신부를 떠나 잠시 감옥에서 나날을 보내고 있었는데, 옆방에 수감된 조제핀 드 보아르네와 애인 관계가 되었다. 이 시기 오슈는 라블레, 세네카, 몽테뉴 등을 읽었다. 5월 16일 처형되기 바로 전날 테르미도르의 쿠데타가 발생하여 석방되었다.
이후 방데 반란 진압을 위해 서부군의 전임을 맡아 파견되었다. 오슈는 부임과 동시에 관용 정책을 펼쳤고, 반란군과 그렇지 않은 주민을 분리하였다. 1795년 6월 15일, 영국의 지원으로 왕당파와 부대가 키브롱 도착하자 이를 격퇴하고 대부분을 포로로 잡았다. 1796년 7월에 방데 지역의 평정을 선언했다.
같은 해인 1796년 아일랜드 원정군 사령관으로 임명된다. 12월 브레스트 항을 출항하지만 폭풍우 때문에 함대가 뿔뿔이 흩어져 원정은 실패로 끝났다. 다음 해 1797년 2월, 군사령관에 취임하면서 오스트리아군을 격파하고 몇 차례 전승을 거두었다. 의회에서 왕당파와 세력 확장에 위기감을 가지고 군대를 파견하여 파리를 포위했다. 전쟁 내각의 취임을 요청하지만, 짧게 근무한 후 총재 폴 바라스의 부패에 항의하여 사직하고 군으로 돌아오지만, 몸이 좋지 않아서 1797년 30세의 나이에 전쟁터인 베츨라어에서 병사(독살설도 있다) 했다. 나폴레옹은 동료이자 라이벌이기도 했던 그를 “전쟁의 달인”으로 평가했다.

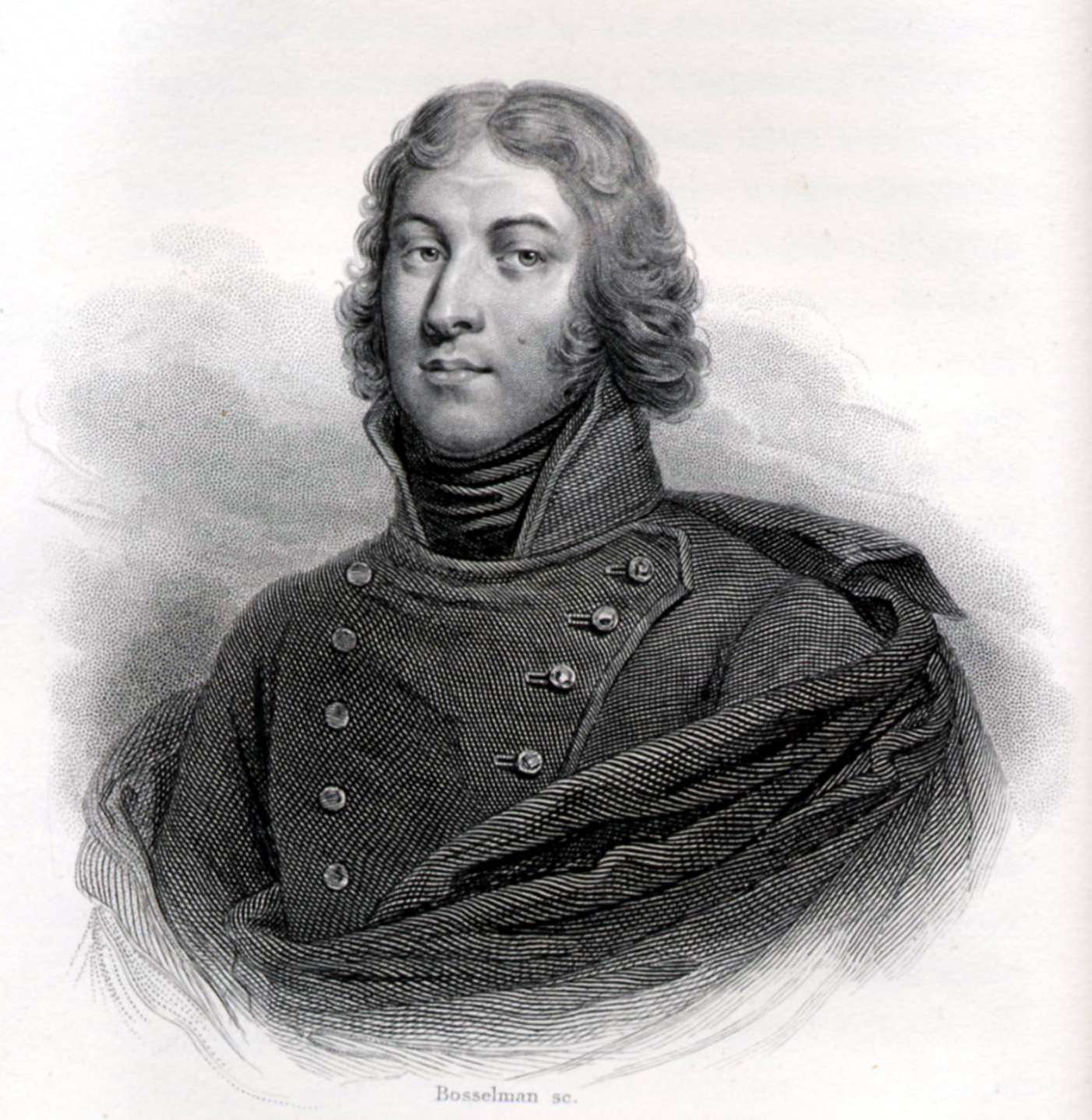
루이 라자르 오슈

## 같이 보기
- 방데 반란

Also Mentioned in:
- Leah Marie Brown, Silence in the Mist: A Novel of the French Revolution, Eternal Press, 2011
- 본 문서에는 현재 퍼블릭 도메인에 속한 브리태니커 백과사전 제11판의 내용을 기초로 작성된 내용이 포함되어 있습니다.